# Velipojë
Velipojë là một xã trong quận Shkodër thuộc hạt Shkodër, Albania. Dân số năm 2005 là 5545 người.